# Филлипс, Кэролайн
Кэролайн Филлипс (англ. Caroline Anne Phillips, род. 8 октября 1949, Рединг) — новозеландский археолог. Она читала лекции в Оклендском университете и Те Уаре Вананга о Авануиранги.

## Биография
Филлипс начала свою карьеру в археологии в качестве полевого работника, работая над исследованиями и раскопками. Большая часть её работ связана с местами проживания маори. В 1987 году она получила степень магистра в Оклендском университете на полуострове Карикари, на крайнем севере Новой Зеландии. В 1994 году она получила докторскую степень в том же университете, изучая поселения маори на реке Уаихоу.

### Публикации
- Waihou Journeys: The Archaeology of 400 Years of Maori Settlement (Auckland University Press, 2000)[7]
- Bridging the Divide: Indigenous Communities and Archaeology into the 21st Century (соредактор; 2010)[8]
- Archaeology at Opita: Three Hundred Years of Continuity and Change (соавтор, 2013)[9]